# Ailier (basket-ball)

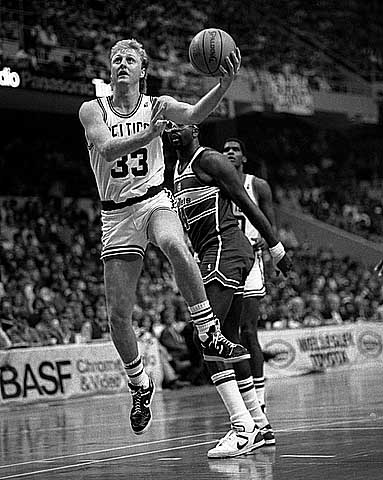
Larry Bird tentant un lay-up. Il a joué toute sa carrière NBA au poste d'ailier pour l'équipe des Celtics de Boston.

Pour les articles homonymes, voir Ailier.
L'ailier, petit ailier  ou ailier shooter (en anglais : small forward) est l'un des cinq postes usuels au basket-ball. Les caractéristiques d'un ailier consistent en un compromis entre la taille et la puissance d'un intérieur ou d'un pivot, et l'agilité et la dextérité d'un meneur ou d'un arrière. C'est ce qui fait généralement des ailiers les joueurs les plus polyvalents, capables à la fois de tirer de loin et de jouer dans la raquette. Beaucoup d'ailiers sont aussi de bons défenseurs, c'est probablement le poste le plus défensif avec celui de pivot.

## Exemples de joueurs
- Carmelo Anthony
- Rick Barry
- Larry Bird
- Adrian Dantley
- Kevin Durant
- Julius Erving
- Paul George
- Grant Hill
- LeBron James
- Bernard King
- Kawhi Leonard
- Paul Pierce
- Scottie Pippen
- Dominique Wilkins
- Metta World Peace
- James Worthy
- Nicolas Batum
- Rudy Fernández
- Predrag Stojaković
- Hidayet Türkoğlu